# Westen Linnert
Westen Linnert, född 1668 på Lennartsnäs, död 12 juli 1745 i Stockholm, var en svensk violinist och hautboist. 
Linnert, som var son till befallningsmannen på Lennartsnäs, studerade först hos en praeceptor i Uppsala, och sedan fadern blivit fogde hos Fabian Wrede fick han delta i studierna med sonen Carl Casper. Genom familjen Wrede fick han lektioner i både violin- och oboespel. 1691 blev Linnert hautboist vid livgardet. I april 1700 lämnade han Stockholm med livgardet för att delta i Stora nordiska kriget. 1704 avancerade han till direktör för hautboisterna och samma år föreslogs han av hovkapellmästaren Anders von Düben den yngre till medlem av hovkapellet. Förslaget beviljades och han inträdde i tjänsten vid hemkomsten 1706 och han blev kvar där fram till sin död. Även sönerna Lars och Olaus blev hautboister vid livgardet.
Linnert efterlämnade dagboksanteckningar från tiden 1668-1705 nu i Krigsarkivet samt Een lijten Tijderächningh i privat ägo